# اللاخلقيدونية
اللاخلقيدونية هي مجموعة من الطوائف (الكنائس) المسيحية التي رفضت مقررات مجمع خلقيدونية، وتسمى كذلك الكنائس الأرثوذكسية الشرقية.
- الكنيسة القبطية الأرثوذكسية
- الكنيسة السريانية الأرثوذكسية
- كنيسة الأرمن الأرثوذكس
- كنيسة التوحيد الأرثوذكسية الإثيوبية
- كنيسة التوحيد الأرثوذكسية الإريترية